# 別棍子
別棍子，是種流傳於山西原平市等地區的葉子戲。

## 牌具
牌具屬於水滸牌，一到九的序數牌，花色有萬、條（棍子）、餅，還有老千、紅驢（靴子）、窗花（智花），每種四張，共一百二十張。

## 牌規
別棍子類似麻將，三、四人遊戲，胡牌是組成三面子，但必須有一條才能胡牌，又稱為等棍胡。面子、順子、刻子在當地分別稱為份兒、順合、橫合。其餘規則不詳。
當地還有推胡、掛胡、碰胡等葉子戲，手牌皆在九張以上，也類似麻將，這三種的面子有稱為「賞」的組合，如一索、一萬、九餅；二索、二萬、八餅；三索、三萬、七餅；一二三餅（紋錢賞）、窗花、八索、九萬；老千、靴子、九索，均稱為一賞。後一者的碰、槓、暗刻時皆可記賞。其餘規則不詳。